# 7290 Johnrather
A 7290 Johnrather (ideiglenes jelöléssel 1991 JY1) a Naprendszer kisbolygóövében található aszteroida. Eleanor F. Helin fedezte fel 1991. május 11-én.